# Fernando Sanches
Fernando Sanches Takara (São Paulo, 13 de outubro de 1979) é um baixista e produtor musical brasileiro. 
Tocou em importantes bandas do cenário underground nacional nos anos 90 como Tube Screamers, Small Talk, Againe, Dance of Days. Em 2000 foi convidado a integrar o Hateen, banda da qual ele foi produtor. De 2005 a 2011 tocou no CPM 22, grupo que já havia produzido. Após a saída de Heitor Gomes, ele voltou á tocar na banda. Tanto ele quanto o baterista Japinha faziam parte dessas duas bandas mas, pelo fato das duas agendas de shows serem fortemente movimentadas, decidiram tocar apenas no CPM 22.
Fernando também produziu o álbum Depois de um Longo Inverno, do CPM 22, levando a banda a um novo gênero, o ska punk, e também o álbum Selva Mundo do Vivendo do Ócio.
Administra, juntamente com o pai e seus dois irmãos, o estúdio El Rocha,  estúdio de gravação em São Paulo, além de tocar na banda O Inimigo‎‎, que conta com integrantes e ex-integrantes das bandas Ratos de Porão, B.U.S.H., R.H.D., Kangaroos in Tilt e Frila, entre outras.
Em julho de 2016 foi anunciada no perfil do CPM 22 no Facebook a volta do musicista a banda, substituindo Heitor Gomes que deixou o grupo. Saiu novamente do CPM 22 em 2020.

## Discografia

### Com o CPM 22

#### Álbuns de estúdio
- (2007) Cidade Cinza
- (2011) Depois de Um Longo Inverno
- (2017) Suor e Sacrifício

#### Álbuns ao vivo
- (2006) MTV ao Vivo: CPM 22

### Com o Hateen

#### Álbuns de estúdio
- (2000) Dear Life
- (2004) Loved
- (2006) Procedimentos de Emergência

#### Álbuns ao vivo
- (2002) More Live Than Dead

## Prêmios
- 2005- Melhores do Ano, "Melhor Banda (CPM 22)

- 2005- Meus Prêmios Nick, "Melhor Música" (Um Minuto para o Fim do Mundo).

- 2005- Meus Prêmios Nick, Banda Favorita.

- 2006- Melhores do Ano, Melhor Banda.

- 2007- Prêmio Multishow, Melhor Dvd do Ano (Mtv ao vivo)

- 2008- Grammy Latino, "Melhor Álbum de Rock de 2008" (Cidade Cinza)